# 台湾主体性

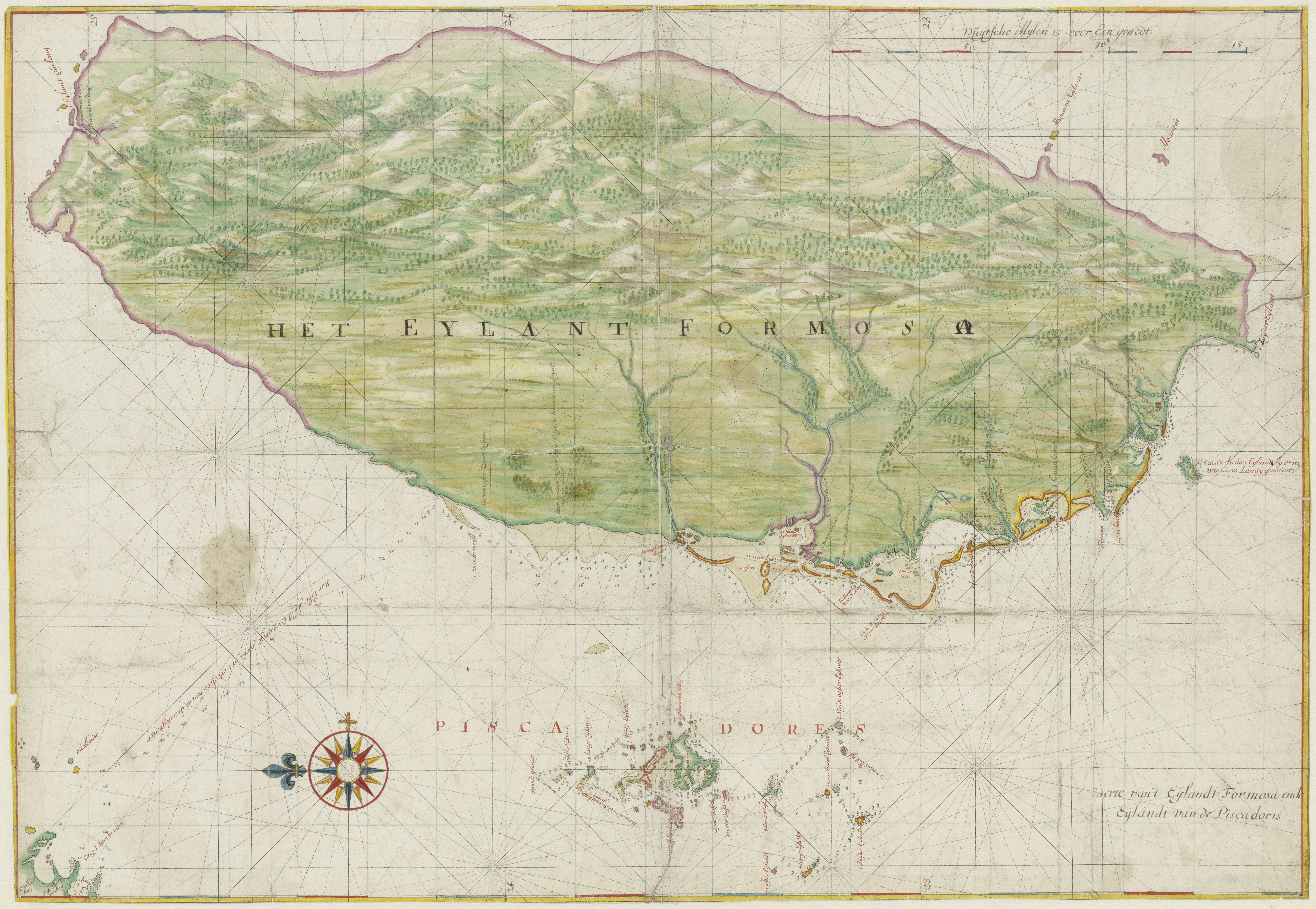
「南北左右、東西上下」の台湾地図（1640年にヨーロッパ人によって描かれた台湾の地図）

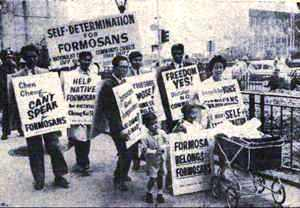
1961年、アメリカ在住の台湾人が国際連合本部ビルの外で、台湾の自由、自己決定、「フォルモサ人のフォルモサ」（Formosa belongs to the Formosans）を要求した。

台湾主体性、あるいは台湾主体意識とは、台湾の政治的、文化的な論説の一つ。 1990年代にの湾が主化さ以降そ主流の思想のひとつとなっている台湾を中心とする思想で、多文化主義と台湾民族主義の力を通じて、中国中心主義、中国民族主義、または大漢民族主義を打ち破り、台湾の「独立国」としての民主制度と文化的アイデンティティーを確立しようというものである。台独、　権威主義、脱植民地化、反中など関連する思想と集合を形成することがあるが、台湾原住民民族史やヨーロッパ諸国による遺産、清朝統治時代や日本による統治もまた台湾の歴史の一部分であるため、実際は異なる点がある。

## 内容
台湾主体性は、多文化主義と民主主義的な思想を強調している。台湾主体性の思想では、非漢人の文化である、台湾先住民文化、ヨーロッパ文化、中国文化（漢文化）、日本文化、アメリカ文化、グローバリゼーションなどによる影響は全て台湾の歴史遺産や現在の文明の一部分であると考えられる。しかし、現在の台湾文化は既にこれらの歴史遺産には属しておらず、また中国にも属していないと考える者も存在し、そのため「台湾主体性とは脱中国化である」とする意見もみられる。民進党政権時の教育部部長である杜正勝は学術会議において「歴史文化研究の新思想」と銘打ち演説をしており、「90度反転させた台湾の観点による地図」を提案し、「台湾は自身の中心点を見つけ回帰する必要がある」と強調している。多くの学者や本土派の思想家は台湾を主体とした教育理念や「台湾に基づき、台湾を想い、海洋国家の格式を想像する」歴史観を発展させる必要があると考えている。。 